# Сейшельські Острови на літніх Олімпійських іграх 2016
Сейшельські Острови на літніх Олімпійських іграх 2016 були представлені 10 спортсменами в 6 видах спорту. Жодної медалі олімпійці Сейшельських Островів не завоювали.

## Спортсмени
| Дисципліна       | Чоловіки | Жінки | Разом |
| ---------------- | -------- | ----- | ----- |
| Легка атлетика   | 1        | 1     | 2     |
| Бокс             | 1        | 0     | 1     |
| Дзюдо            | 1        | 0     | 1     |
| Вітрильний спорт | 3        | 0     | 3     |
| Плавання         | 1        | 1     | 2     |
| Важка атлетика   | 1        | 0     | 1     |
| Разом            | 8        | 2     | 10    |

## Легка атлетика
Легенда
- Note — місця, наведені дня дисциплін на треку, стосуються тільки окремого забігу, в якому взяв участь спортсмен
- Q = пройшов у наступне коло напряму
- q = пройшов у наступне коло за добором (для трекових дисциплін - найшвидші часи серед тих, хто не пройшов напряму; для технічних дисциплін - увійшов до визначеної кількості фіналістів за місцем якщо напряму пройшло менше спортсменів, ніж визначена кількість)
- NR = Національний рекорд
- N/A = Коло відсутнє у цій дисципліні
- Bye = спортсменові не потрібно змагатися у цьому колі

Трекові і шосейні дисципліни
| Спортсмен          | Дисципліна                               | Попередній забіг | Попередній забіг | Півфінал        | Півфінал        | Фінал           | Фінал           |
| Спортсмен          | Дисципліна                               | Результат        | Місце            | Результат       | Місце           | Результат       | Місце           |
| ------------------ | ---------------------------------------- | ---------------- | ---------------- | --------------- | --------------- | --------------- | --------------- |
| Нед Джастін Аземіа | біг на 400 метрів з бар'єрами (чоловіки) | 50.74 NR         | 8                | Завершив виступ | Завершив виступ | Завершив виступ | Завершив виступ |

Технічні дисципліни
| Спортсмен   | Дисципліна               | Кваліфікація       | Кваліфікація | Фінал              | Фінал            |
| Спортсмен   | Дисципліна               | Результат у метрах | Місце        | Результат у метрах | Місце            |
| ----------- | ------------------------ | ------------------ | ------------ | ------------------ | ---------------- |
| Ліза Лабіша | стрибки у висоту (жінки) | 1.85               | =29          | Завершила виступ   | Завершила виступ |

## Бокс
| Спортсмен       | Категорія           | 1/16 фіналу        | 1/8 фіналу         | Чвертьфінали       | Півфінали          | Фінал              | Фінал           |
| Спортсмен       | Категорія           | Суперник Результат | Суперник Результат | Суперник Результат | Суперник Результат | Суперник Результат | Місце           |
| --------------- | ------------------- | ------------------ | ------------------ | ------------------ | ------------------ | ------------------ | --------------- |
| Андріке Аллісоп | до 60 кг (чоловіки) | Joyce (IRL) L 0–3  | Завершив виступ    | Завершив виступ    | Завершив виступ    | Завершив виступ    | Завершив виступ |

## Дзюдо
| Спортсмен       | Категорія            | 1/32 фіналу        | 1/16 фіналу            | 1/8 фіналу         | Чвертьфінали       | Півфінали          | Втішний поєдинок   | Фінал / БМ         | Фінал / БМ      |
| Спортсмен       | Категорія            | Суперник Результат | Суперник Результат     | Суперник Результат | Суперник Результат | Суперник Результат | Суперник Результат | Суперник Результат | Місце           |
| --------------- | -------------------- | ------------------ | ---------------------- | ------------------ | ------------------ | ------------------ | ------------------ | ------------------ | --------------- |
| Домінік Дюгассе | до 100 кг (чоловіки) | Bye                | Дарвіш (EGY) L 000–100 | Завершив виступ    | Завершив виступ    | Завершив виступ    | Завершив виступ    | Завершив виступ    | Завершив виступ |

## Вітрильний спорт
| Спортсмен        | Дисципліна      | Заплив | Заплив | Заплив | Заплив | Заплив | Заплив | Заплив | Заплив | Заплив | Заплив | Заплив | Заплив | Заплив | Очки | Фінал rank |
| Спортсмен        | Дисципліна      | 1      | 2      | 3      | 4      | 5      | 6      | 7      | 8      | 9      | 10     | 11     | 12     | M*     | Очки | Фінал rank |
| ---------------- | --------------- | ------ | ------ | ------ | ------ | ------ | ------ | ------ | ------ | ------ | ------ | ------ | ------ | ------ | ---- | ---------- |
| Жан-Марк Гардетт | RS:X (чоловіки) | 36     | 35     | 33     | 31     | 23     | 31     | 29     | DNF    | 35     | DNF    | 32     | 33     | EL     | 355  | 33         |
| Родні Говінден   | Лазер           | 45     | 41     | 47     | 37     | 43     | 37     | 41     | 41     | 43     | 38     | Н/Д    | Н/Д    | EL     | 365  | 45         |
| Аллан Джулі      | Фінн (чоловіки) | 23     | 17     | 23     | 21     | 17     | 18     | 23     | 23     | 22     | 23     | Н/Д    | Н/Д    | EL     | 197  | 23         |

M = Медальний заплив; EL = Вибув – не потрапив до медального запливу

## Плавання
| Спортсмен     | Дисципліна                          | Попередній заплив | Попередній заплив | Півфінал         | Півфінал         | Фінал            | Фінал            |
| Спортсмен     | Дисципліна                          | Час               | Місце             | Час              | Місце            | Час              | Місце            |
| ------------- | ----------------------------------- | ----------------- | ----------------- | ---------------- | ---------------- | ---------------- | ---------------- |
| Адам Віктора  | 50 метрів вільним стилем (чоловіки) | 24.32             | 56                | Завершив виступ  | Завершив виступ  | Завершив виступ  | Завершив виступ  |
| Алексус Лейрд | 100 метрів на спині (жінки)         | 1:03.33           | 27                | Завершила виступ | Завершила виступ | Завершила виступ | Завершила виступ |

## Важка атлетика
| Спортсмен       | Категорія           | Ривок     | Ривок | Поштовх   | Поштовх | Загалом | Місце |
| Спортсмен       | Категорія           | Результат | Місце | Результат | Місце   | Загалом | Місце |
| --------------- | ------------------- | --------- | ----- | --------- | ------- | ------- | ----- |
| Рік Ів Конфьянс | до 62 кг (чоловіки) | 105       | 14    | 127       | 13      | 232     | 13    |